# Dschuryn (Schmerynka)
Dschuryn (ukrainisch Джурин; russisch Dschurin) ist ein Dorf in der ukrainischen Oblast Winnyzja mit etwa 3300 Einwohnern (2001).

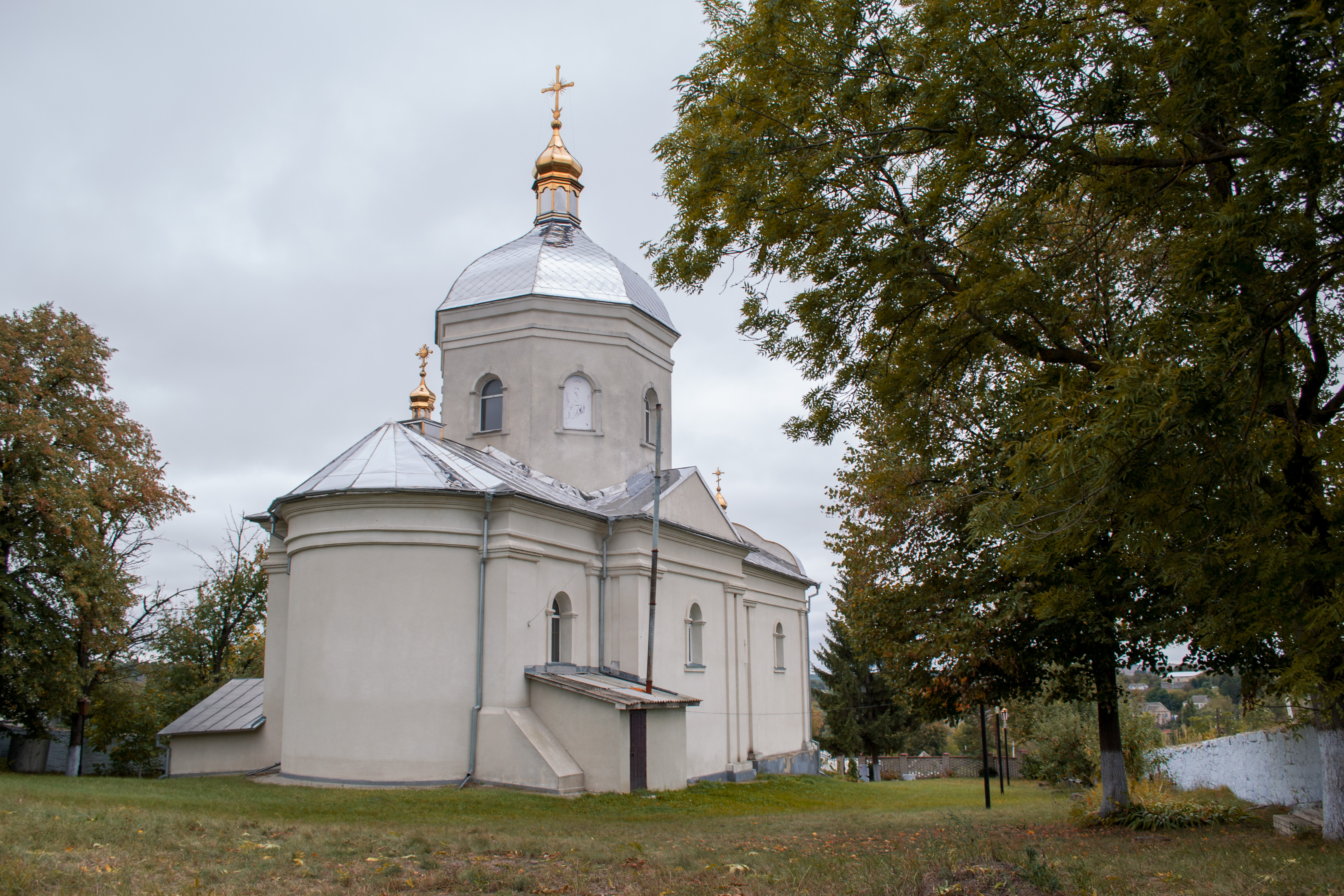
Kirche im Ort

Das 6,202 km² große Dorf liegt an der Mündung der der Derebtschynka (Деребчинка) in die Sucha (Суха), einem 26 km langen, linken Nebenfluss der Murafa. Dschuryn befindet sich an der Regionalstraße P–36 22 km südöstlich vom Rajonzentrum Scharhorod und 84 km südlich vom Oblastzentrum Winnyzja.
In dem erstmals 1547 schriftlich erwähnten Dorf
befand sich während des Deutsch-Sowjetischen Krieges das Ghetto Djurin.

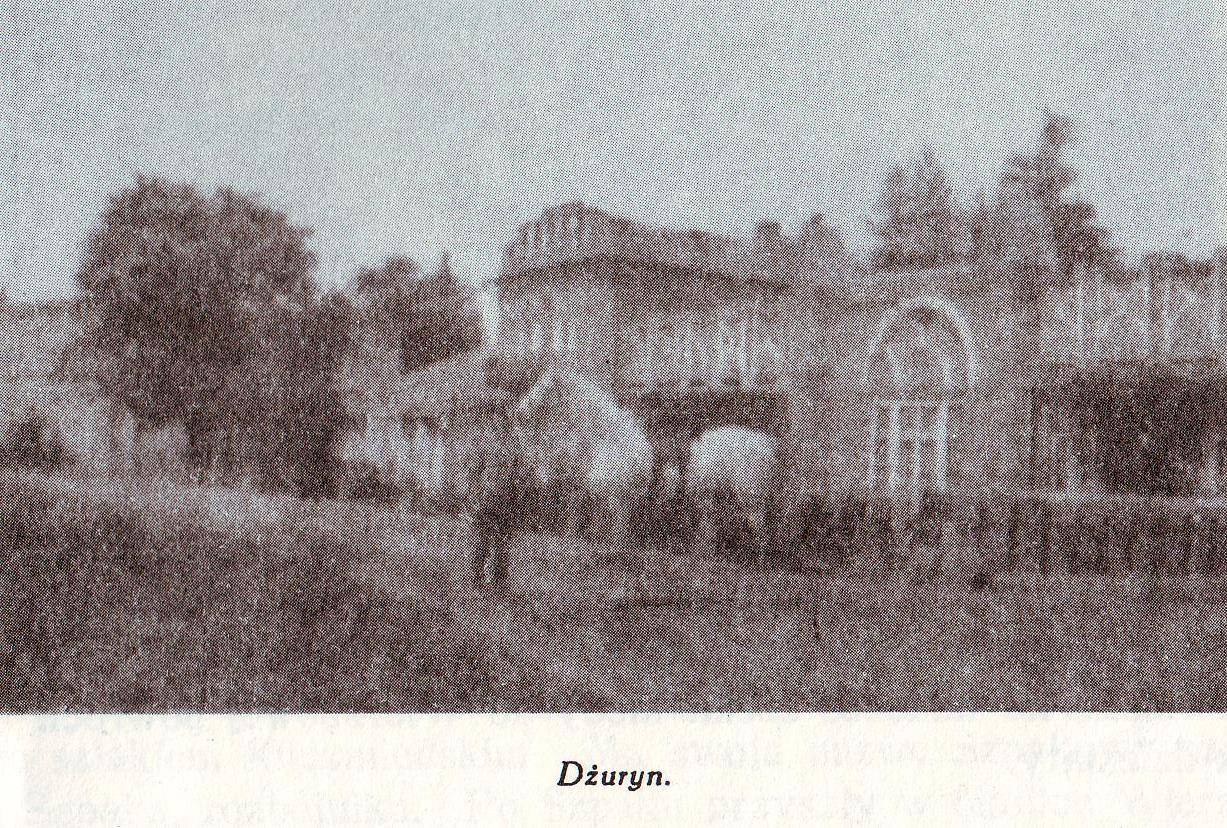
Dschuryn 1928

## Verwaltungsgliederung
Am 12. Juni 2020 wurde das Dorf zum Zentrum der neugegründeten Landgemeinde Dschuryn (Джуринська сільська громада/Dschurynska silska hromada), zu dieser zählen auch die 15 in der untenstehenden Tabelle aufgelisteten Dörfer sowie die Ansiedlung Synjoschupannyky, bis dahin bildete es die gleichnamige Landratsgemeinde Dschuryn (Джуринська сільська рада/Dschurynska silska rada) im Südosten des Rajons Scharhorod.
Am 17. Juli 2020 kam es im Zuge einer großen Rajonsreform zum Anschluss des Rajonsgebietes an den Rajon Schmerynka.
Folgende Orte sind neben dem Hauptort Dschuryn Teil der Gemeinde:
| Name                                  | Name                        | Name                                                     |
| ukrainisch transkribiert              | ukrainisch                  | russisch                                                 |
| ------------------------------------- | --------------------------- | -------------------------------------------------------- |
| Arystiwka                             | Аристівка                   | Аристовка (Aristowka)                                    |
| Chomenky                              | Хоменки                     | Хоменки (Chomenki)                                       |
| Derebtschyn                           | Деребчин                    | Деребчин (Derebtschin)                                   |
| Holyntschynzi                         | Голинчинці                  | Голынчинцы (Golyntschinzy)                               |
| Kalytynka                             | Калитинка                   | Калитинка (Kalitinka)                                    |
| Mala Derebtschynka                    | Мала Деребчинка             | Малая Деребчинка (Malaja Derebtschinka)                  |
| Nowi Chomenky                         | Нові Хоменки                | Новые Хоменки (Nowyje Chomenki)                          |
| Pokutyne                              | Покутине                    | Покутино (Pokutino)                                      |
| Sadkiwzi                              | Садківці                    | Садковцы (Sadkowzy)                                      |
| Sapischanka                           | Сапіжанка                   | Сапежанка (Sapeschanka)                                  |
| Semeniwka                             | Семенівка                   | Семёновка (Semjonowka)                                   |
| Swedeniwka                            | Зведенівка                  | Зведёновка (Swedjonowka)                                 |
| Synjoschupannyky (bis 2016 Petrowske) | Синьожупанники (Петровське) | Синежупанники (Sineschupanniki)/Петровское (Petrowskoje) |
| Werbiwka                              | Вербівка                    | Вербовка (Werbowka)                                      |
| Wolodymyrka                           | Володимирка                 | Владимирка (Wladimirka)                                  |